# Cvetan Golomeev
Cvetan Golomeev (Velingrad, 21 luglio 1961 – Creta, 16 settembre 2010) è stato un nuotatore bulgaro.

## Biografia
Nuotatore del Levski Sofia, ha rappresentato la Bulgaria ai Giochi olimpici estivi di Mosca 1980 e Seul 1988. Ha tre figli Nikola, Ivan e Kristián. La moglie, una donna greca, è morta subito dopo aver partorito l'ultimo figlio a causa di un errore medico. Il figlio Kristián è anche lui nuotatore di livello internazionale.
È morto nel 2010 a causa di un cancro.